# New Paris (Indiana)
New Paris es un lugar designado por el censo ubicado en el condado de Elkhart en el estado estadounidense de Indiana. En el Censo de 2010 tenía una población de 1494 habitantes y una densidad poblacional de 432,74 personas por km².

## Geografía
New Paris se encuentra ubicado en las coordenadas 41°30′2″N 85°49′30″O / 41.50056, -85.82500. Según la Oficina del Censo de los Estados Unidos, New Paris tiene una superficie total de 3.45 km², de la cual 3.45 km² corresponden a tierra firme y (0%) 0 km² es agua.

## Demografía
Según el censo de 2010, había 1494 personas residiendo en New Paris. La densidad de población era de 432,74 hab./km². De los 1494 habitantes, New Paris estaba compuesto por el 98.13% blancos, el 0.07% eran afroamericanos, el 0.2% eran amerindios, el 0.07% eran asiáticos, el 0% eran isleños del Pacífico, el 0.8% eran de otras razas y el 0.74% pertenecían a dos o más razas. Del total de la población el 3.21% eran hispanos o latinos de cualquier raza.